# Zgurić Brdo
Zgurić Brdo – wieś w Chorwacji, w żupanii zagrzebskiej, w gminie Pokupsko. W 2011 roku liczyła 46 mieszkańców.